# سس فلفل

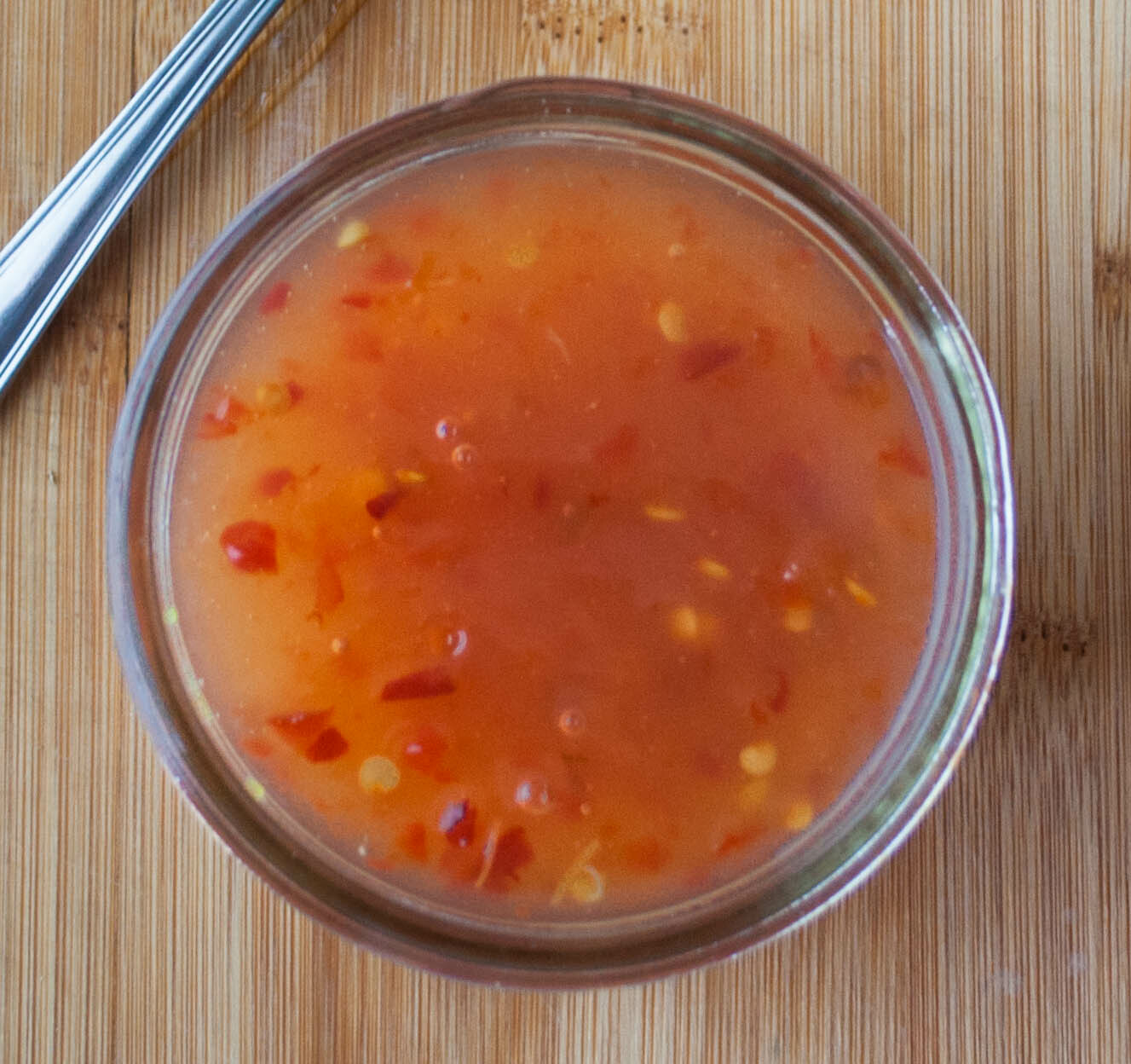
سس چیلی شیرین

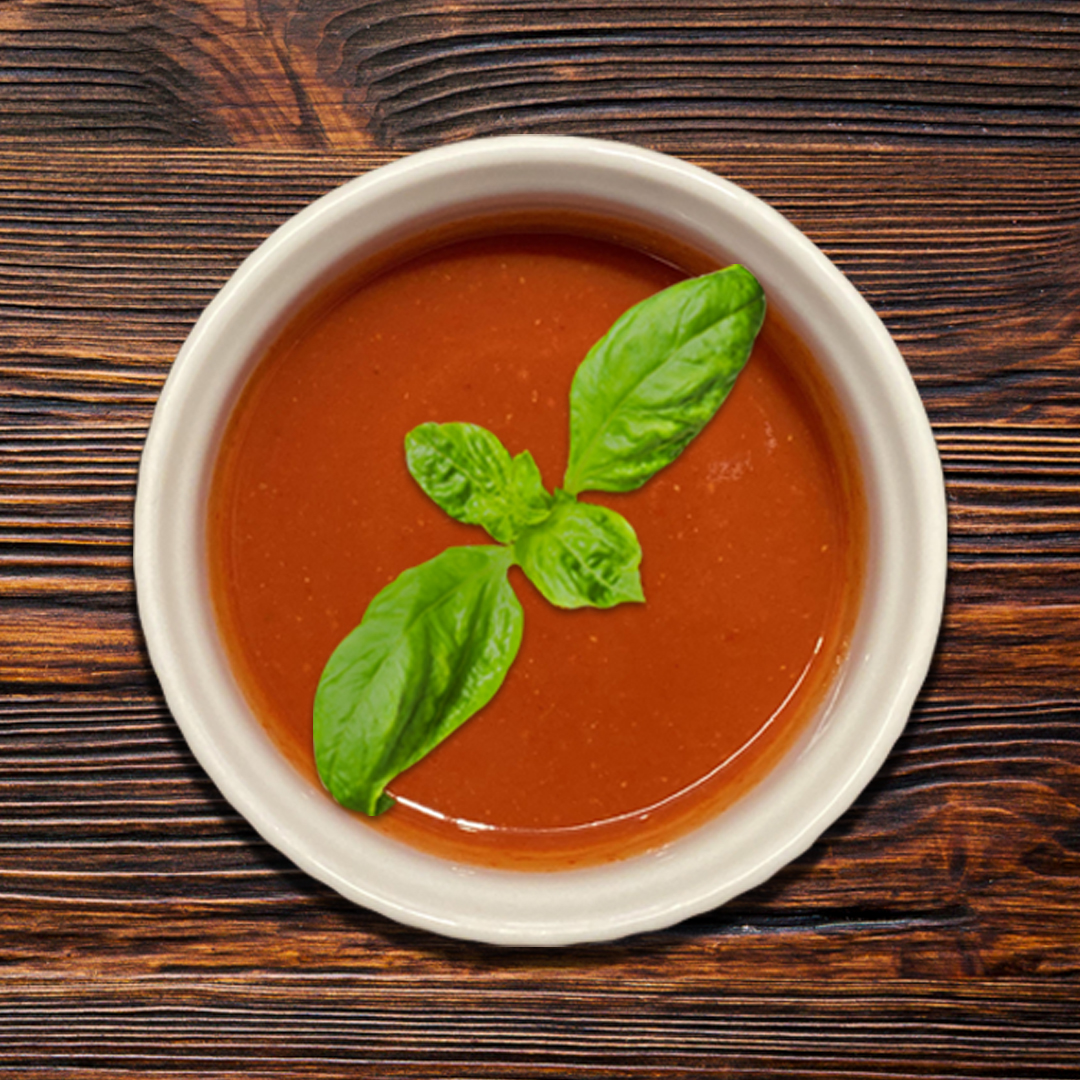
سس تند با برگ ریحان

سس فلفل یا سس چیلی نوعی چاشنی‌ است که با فلفل چیلی تهیه می‌شود.
سس فلفل ممکن است تند ، شیرین یا ترکیبی از هر دو مزه باشد. این نوع سس با سس تند تفاوت دارد چرا که انواع شیرین یا ملایم زیادی از این مدل سس وجود دارد که معمولاً سس‌های تند فاقد این طعم های شیرین و ملایم هستند.  به طور مثال سس چیلی شیرین تایلندی و سس اگره دولچه فیلیپینی دارای طعم شیرینی از این مدل سس هستند. گاهی اوقات، از گوجه فرنگی به عنوان ماده اصلی سس‌های چیلی استفاده می‌شود. همچنین بسیاری از سس‌های چیلی ممکن است بافت و ویسکوزیته‌ غلیظ‌تری نسبت به سس‌های تند داشته باشند.
خمیرچیلی معمولاً به محصولی اطلاق می‌شود که ماده اصلی آن فلفل چیلی باشد. بعضی از آنها به عنوان یک ماده اولیه در پخت و پز استفاده می‌شوند، در حالی که برخی دیگر پس از آماده‌سازی، برای طعم دادن به غذا استفاده می‌شوند. بعضی از آنها مانند دوبانجیانگ چینی با لوبیا تخمیر می‌شوند و بعضی دیگر مانند گوچوجانگ کره‌ای با پودر لوبیای تخمیر شده تهیه می‌شوند.
سس‌ها و خمیرهای چیلی کاربردهای زیادی دارند و به عنوان دیپ (سس) ، گلیز (آشپزی) و مرینت یا خواباندن (روش پخت) استفاده می شوند. انواع تجاری زیادی از سس و خمیر چیلی تولید انبوه وجود دارد.

## مواد لازم
مواد تشکیل دهنده معمولاً شامل فلفل چیلی پوره شده یا خرد شده، سرکه، شکر و نمک است. مواد با هم پخته می‌شوند و در نهایت در اثر پختن مخلوط را غلیظ می‌کنند.  مواد اضافی دیگری هم می توان به این سس اضافه کرد. موادی مانند آب، سیر، سایر مواد غذایی، شربت ذرت، ادویه‌ها و چاشنی‌ها. . برخی از این سس ها از گوجه فرنگی رسیده و پوره شده قرمز به عنوان ماده اصلی استفاده می‌کنند. 